# Enith Brigitha
Enith Brigitha, née le 15 avril 1955 à Willemstad (Curaçao), est une nageuse néerlandaise.

## Carrière
Enith Brigitha participe aux Jeux olympiques d'été de 1976 à Montréal et remporte les deux médailles de bronze dans les épreuves du 100 m nage libre et du 200 m nage libre. Elle est la première femme noire à remporter une médaille olympique en natation.
Elle est nommée sportive néerlandaise de l'année en 1973 et en 1974.

## Palmarès

### Championnats d'Europe
- Championnats d'Europe 1974 à Vienne (Autriche) :
  -  médaille d'argent du 200 m nage libre
  -  médaille d'argent du relais 4 × 100 m nage libre
  -  médaille de bronze du 100 m nage libre
  -  médaille de bronze du 100 m dos
  -  médaille de bronze du 200 m dos
- Championnats d'Europe 1977 à Jönköping (Suède) :
  -  Médaille d'argent du 100 m nage libre
  -  médaille d'argent du relais 4 × 100 m nage libre